# Ластовецкий, Николай Николаевич
Ластовецкий Николай Николаевич (9 июля 1936, Кривой Рог, Днепропетровская область — 3 марта 2023, Сумы) — советский и украинский театральный актёр. Народный артист Украины (2007).

## Биография
Родился 9 июля 1936 года в Кривом Роге в семье служащего. В 1945—1953 годах учился в восьмилетней школе в Кривом Роге.
В 1954 году работал учеником слесаря на Ремонтно-металлургическом заводе в железнодорожном цехе, помощником кочегара паровоза, затем поступил на Южный горно-обогатительный комбинат, где окончил курсы электриков. На комбинате был Дом культуры, где действовал самодеятельный театр под руководством Павла Ярошенко, который и заметил в молодом человеке перспективного актёра и посоветовал не ограничиваться любительским театром.
В 1956 году поступил в вечернюю школу рабочей молодёжи.
В 1959 году поступил в Харьковский театральный институт, где проучился год и в 1960 году, по совету Даниила Антоновича, перешёл на режиссёрское отделение Харьковского института культуры.
В 1964 году уехал в Талды-Курган, где в местном Доме культуры поставил свою дипломную работу. В 1965 году сдал государственный зачёт в Харьковском институте культуры и в том же году был направлен актёром в Сумской академический театр драмы и музыкальной комедии имени М. С. Щепкина.
Умер 3 марта 2023 года в городе Сумы.

### Семья
Супруга, Алла Фёдоровна — актриса Сумского академического театра драмы и музыкальной комедии.
Трое детей: сын Ярослав — актёр, режиссёр, сценарист; дочери Анастасия и Роксолана. Воспитывает троих внуков.

## Творческая деятельность
С 1965 года работал актёром Сумского академического театра драмы и музыкальной комедии имени Щепкина, где сыграл более 300 ролей.
- М. Старицкий «Цыганка Аза» — Василий;
- Н. Гоголь «Майская ночь» — Писарь;
- А. Островский «Без вины виноватые» — Шмага;
- Ж.-Б. Мольер «Лекарь поневоле» — Филипп;
- И. Кальман «Сильва» — граф Воляпюк;
- И. Штраус «Летучая мышь» — Дежурный;
- И. Котляревский «Наталка Полтавка» — Возный;
- А. Рябов «Сорочинская ярмарка» — Цибуля;
- Г. Квитка-Основьяненко «Сватовство на Гончаровке» — Кандзюба;
- И. Карпенко-Карого «Мартин Боруля» — Омелько;
- С. Гулак-Артемовский «Запорожец за Дунаем» — Карась;
- Н. Йорданов «Герцог Гонзаго» — Бонволио;
- Л. Украинка «Оргия» — Прокуратор;
- Ж.-Б. Мольер «Тартюф» — Оргон;
- С. Станку «Вожак» — Фердик;
- Л. Никоненко «Мамина хата» — Байда;
- И. Кальман «Марица» — Морщ;
- А. Симонов «Русский вопрос» — Уильямс;
- Е. Габрилович «Вся его жизнь» — Сергеев;
- Л. Никоненко «Сельские девушки» — Федько;
- П. Кальдерон «С любовью не шутят» — Дон Педро;
- М. Зарудный «Бронзовая фаза» — Шабашник;
- А. Фляпровский «Яблочная леди» — Ля Торе;
- Ю. Трифонов «Старик» — Шиганцев;
- Ф. Легар «Паганини» — Хедувиль;
- О. Фельцман «Тётка Чарлея» — Спейтлак;
- Дж. Боккаччо «Декамерон» — Епископ;
- И. Кальман «Балдера» — Филипп;
- М. Стрельников «Холопка» — Граф Кутайсов;
- Е. Птичкин «Женский бунт» — Стешко;
- П. Мирный «Лымеривна» — Кнур;
- М. Кропивницкий «Чмырь» — Вареник;
- Н. Гоголь «Женитьба» — Яичница;
- В. Капивец «Сватал Григорий вдовушку» — Закроцюбенко;
- Г. Квитка-Основьяненко «Шельменко денщик» — Шпак;
- Л. Разумовская «Сёстры» — Старый;
- Г. Стодгарт «Роз-Мари» — Чёрный Орёл;
- Н. Кулиш «Хулий Хурина» — Ямка;
- П. Градов «Маритана» — Маркиз;
- Э. де Филиппо «Филумена Мартурано» — Альфредо;
- М. Старицкий «Дамских дел мастер» — Прокоп;
- И. Эркен «Майор Тоот и другие» — Психиатр;
- Е. Скарлетт «Дом сумасшедших» — Майор;
- Е. Шварц «Снежная королева» — Король;
- А. Галин «Свадьба в стиле ретро» — Чмутин;
- А. Бонди «Виват, водевиль!» — Синичкин;
- А. Фредо «Дамы и гусары» — Ротмистр;
- А. Горин «Малыш» — Эдмондт;
- Г. Горин «Верона» — Лоренцо;
- Х. Мильян «Цианистый калий с молоком или без?» — Дон Григоро;
- А. Чехов «Вишнёвый сад» — Фирс;
- В. Винниченко «Пригвожденни» — Лобкович;
- И. Штраус «Цыганский барон» — Карнер;
- Аристофан «Лисистрата» — Радин;
- Л. Украинка «Каменный хозяин» — Дон Пабло;
- Г. Квитка-Основьяненко «Конотопская ведьма» — Кум;
- Л. Устинов «Город без любви» — Страж;
- Г. Канчели «Проделки Ханумы» — Князь.

## Награды
- Орден «Знак Почёта» (1976);
- Заслуженный артист Украинской ССР[4] (1980);
- Народный артист Украины[5][6] (20 августа 2007);
- Пожизненная государственная стипендия (26 июня 2008)[7].